# New Hebron (Mississippi)
New Hebron város az Amerikai Egyesült Államok Mississippi államában, Lawrence megyében. Lakosainak száma 386 fő (2020. április 1.).

## Népesség
A település népességének változása:

| 2010 | 447 |
| 2020 | 386 |